# Pentaschistis lima
Pentaschistis lima är en gräsart som först beskrevs av Christian Gottfried Daniel Nees von Esenbeck, och fick sitt nu gällande namn av Otto Stapf. Pentaschistis lima ingår i släktet Pentaschistis och familjen gräs. Inga underarter finns listade i Catalogue of Life.